# Valdange
Die Valdange (französisch: Ruisseau la Valdange) ist ein kleiner Fluss im Nordosten von Frankreich, der im Département Vosges der Region Grand Est nordwestlich der Stadt Saint-Dié-des-Vosges verläuft.

## Geographie

### Verlauf
Die Valdange entspringt beim Col de mon Repos, im südwestlichen Gemeindegebiet von La Bourgonce, verläuft generell Richtung Nordost durch die westlichen Vogesen-Ausläufer und mündet nach 14,8 Kilometern im nordöstlichen Gemeindegebiet von Étival-Clairefontaine als linker Nebenfluss in die Meurthe.

### Zuflüsse
(Reihenfolge in Fließrichtung)
- Goutte des Cerisiers (links) 2,6 km
- Ruisseau de la Grande Combe (rechts) 3,0 km
- Ruisseau des Basses Pierres (links) 3,6 km
- Ruisseau des Vieux Prés (links) 5,1 km

### Orte am Fluss
(Reihenfolge in Fließrichtung)
- Mon Repos, Gemeinde La Bourgonce
- Himbevoye, Gemeinde La Bourgonce
- La Bourgonce
- La Salle
- Saint-Remy
- Étival-Clairefontaine